# Autodesk 3ds Max

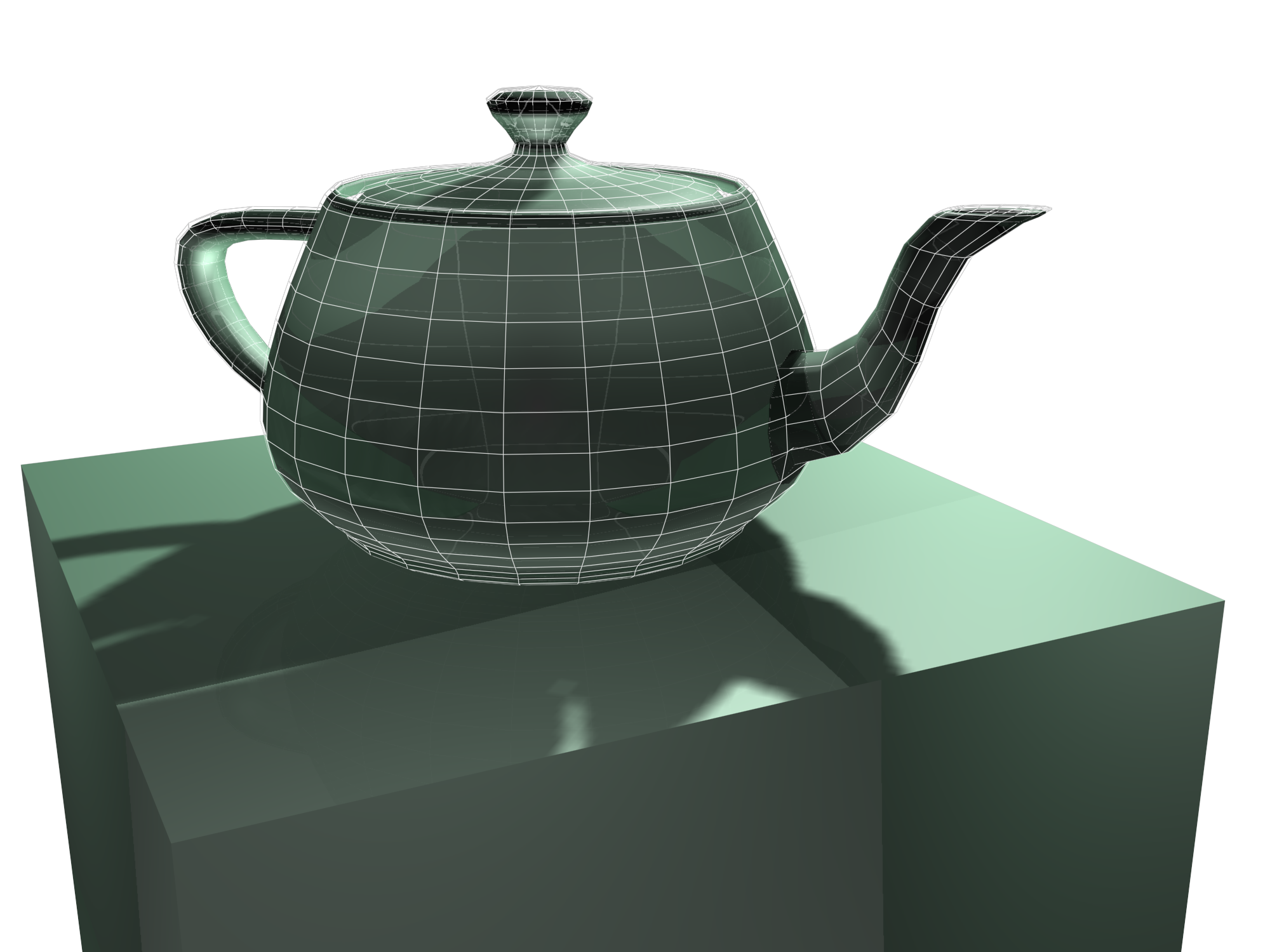
De bekende Utah-theepot, gemodelleerd en gerenderd in 3ds Max

Autodesk 3ds Max (voorheen 3D Studio Max, vaak afgekort tot 3ds Max) is een computerprogramma voor het vervaardigen van 3D ruimtelijke modellen met behulp van vectoren en coördinaten. De gemaakte oppervlaktes kunnen worden bekleed met afbeeldingen (texture mapping) zodat een rechthoekig blok er als een huis uit kan zien.
De geconstrueerde objecten kunnen bij elkaar in dezelfde virtuele ruimte worden geplaatst. Er zijn uitgebreide mogelijkheden voor het plaatsen van lichtbronnen, het richten van lichtbundels en het beïnvloeden van de mate waarin de beschenen oppervlaktes reflecteren.
Daarnaast kan een virtuele camera met instelbare virtuele lenzen door deze scène worden gestuurd volgens een aan te geven route. Ook de objecten zelf kunnen worden geanimeerd.
De naamgeving van de software werd qua hoofdlettergebruik aangepast op die van Discreet, een bedrijf in Montreal wat ook door AutoDesk opgekocht werd. Door Discreet werd ook een uitgeklede afgeleide van Autodesk 3ds Max uitgebracht: gmax (freeware), die in sinds oktober 2005 niet meer aangeboden werd.